# Barbarakirche (Fließ)
Koordinaten: 47° 7′ 9″ N, 10° 37′ 24″ O
Die Neue Pfarrkirche Fließ, auch Barbarakirche, ist eine spätbarocke römisch-katholische Kirche in der österreichischen Gemeinde Fließ in Tirol. Die unter dem Patrozinium der Heiligen Barbara von Nikomedien stehende Kirche gehört zum Dekanat Prutz in der Diözese Innsbruck. Die Kirche steht unter Denkmalschutz (Listeneintrag).

## Geschichte
Der mächtige Kirchenbau wurde von 1794 bis 1804 als Neue Pfarrkirche auf einem Plateau außerhalb des Dorfes Fließ in exponierter Lage über dem Inntal an einer Stelle errichtet, wo vorher eine Barbarakapelle stand. Sie wurde am 9. Oktober 1804 von Karl Franz von Lodron, dem Fürstbischof von Brixen, geweiht.

## Architektur

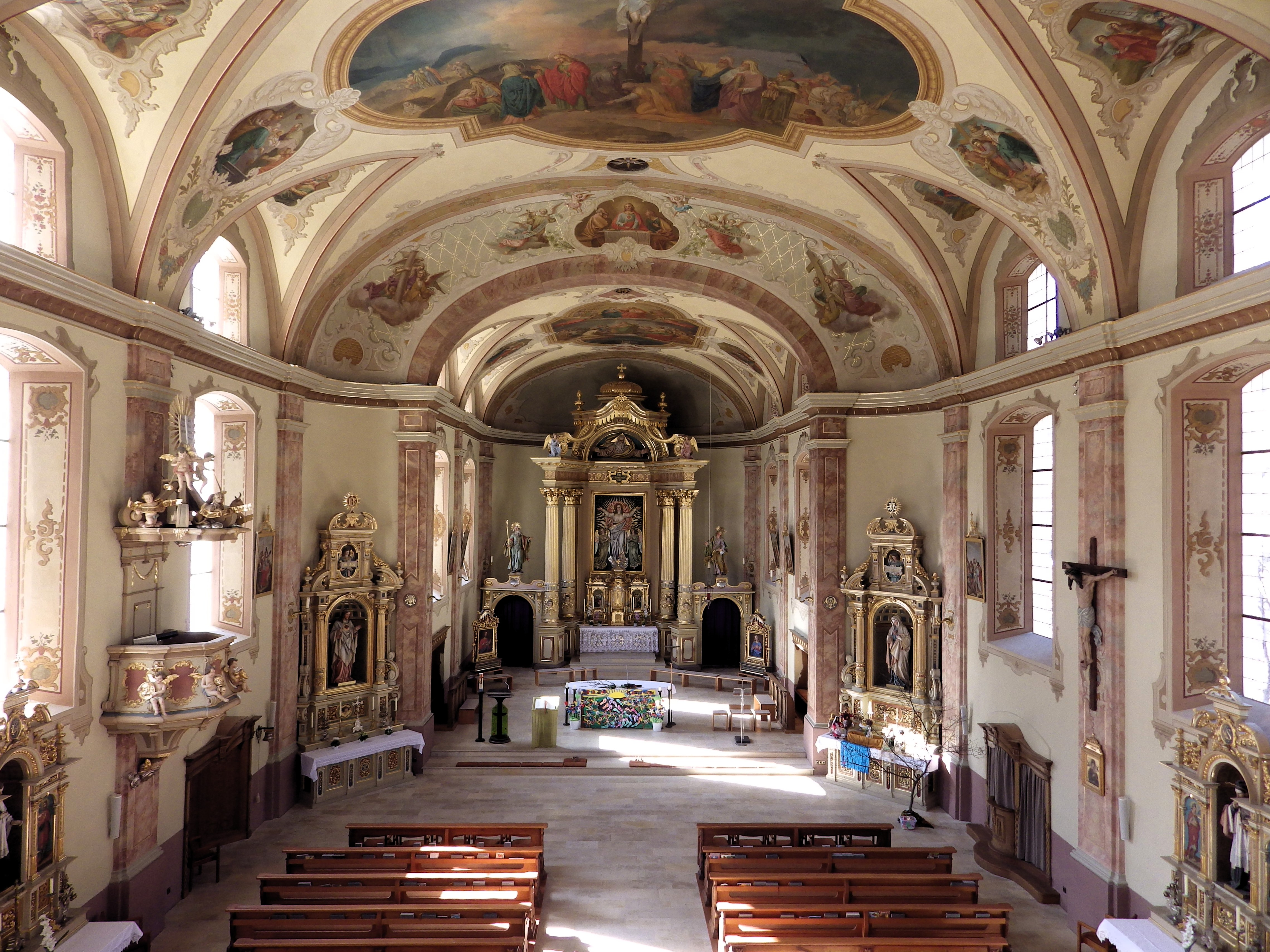
Innenansicht, Blick zum Chor

Die Barockkirche besitzt eine Doppelturmfassade. Das Langhaus hat vier Joche, ein kurzes Emporenjoch, ein zum Chorbogen einschwingendes Vorjoch und einen Chor mit zwei Jochen und einem flachrunden Chorschluss. Die Kirche mit einer Korbbogentonne mit Stichkappen mit umlaufendem Gebälk hat segmentbogige Fenster mit Oberlichten. Die Westempore steht auf toskanischen Holzsäulen. Die barocke Kanzel entstand um 1775.
Die Stationsbilder um 1807 malte Johann Matthias Jelly (1747–1809), dem auch ein Porträtbild des Bauherrn Dekan Nikolaus Tolentin Schuler († 1832) zugeschrieben wird.
Im Zuge einer Renovierung der Kirche im Jahre 1902 zeigt der Giebel ein Mosaikmedaillon von Josef Pfefferle. Innen wurde die Kirche von Johann Kärle und Thomas Köhle barockisierend mit Pilastermarmorierung, Fensterumrahmungen, Ornamentik in den Gewänden, Emporenbrüstung, vollständig ausgemalt. Das Bildprogramm zeigt im Chor die Glorie der Heiligen Barbara, Propheten, Christus begegnet Maria, das Pfingstfest; im Langhaus Kreuzigung umgeben von christologischen Szenen, Geburt mit Epiphanie und Hirtenanbetung, umgeben mit Szenen aus dem Marienleben.

## Ausstattung

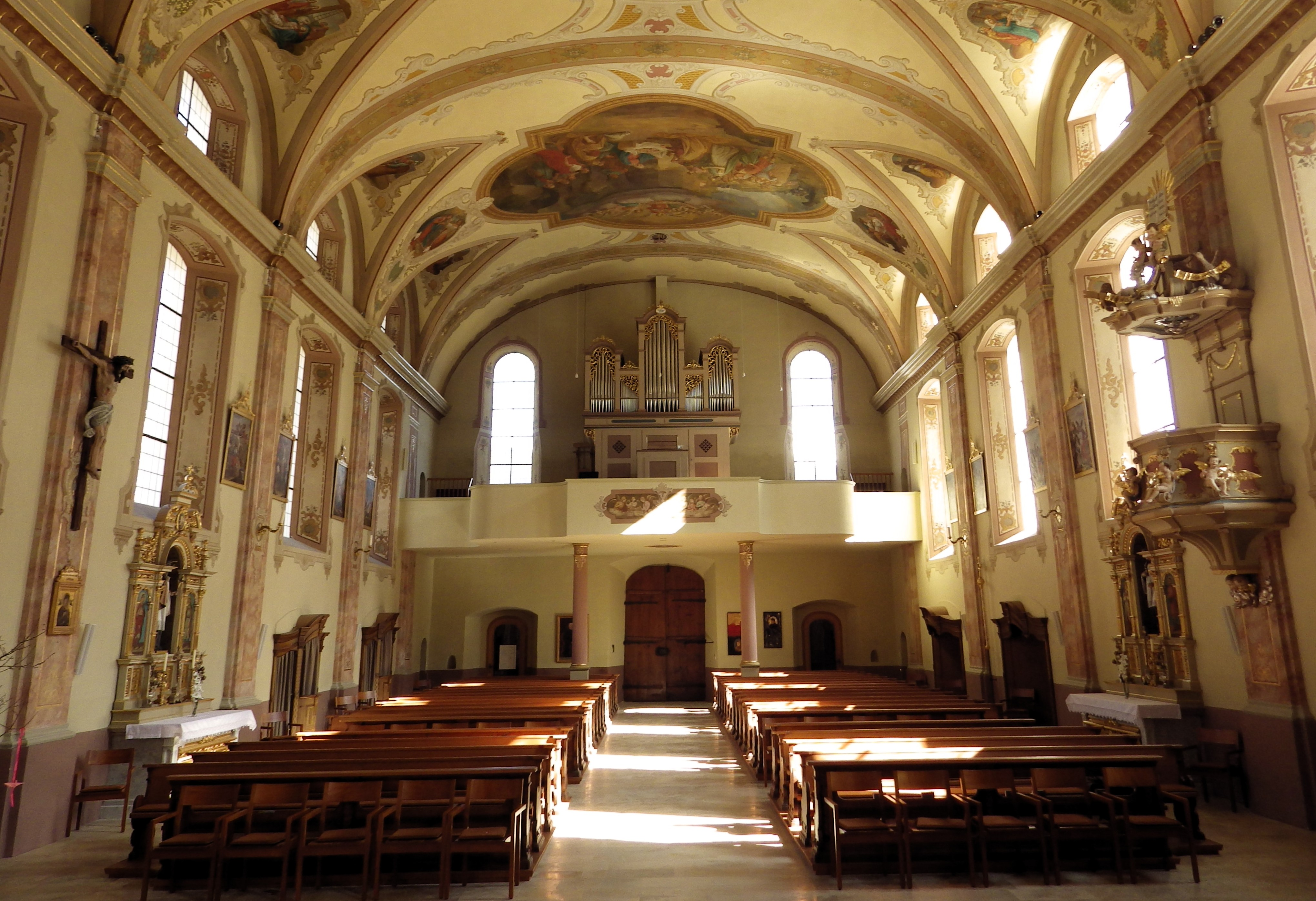
Blick zur Orgelempore

Der Hochaltar und die vier Seitenaltäre stammen aus dem Jahre 1902. Der Hochaltar zeigt Maria Himmelfahrt. Die Figuren der Eltern Mariens, des hl. Joachim und der hl. Anna, über den zwei Opfergangportalen schuf der Bildhauer Adolf Vogl. Die Seitenaltäre Herz Jesu, Herz Mariä, hl. Aloysius, hl. Johannes Nepomuk schuf der Tischler Clemens Raffeiner.
Bei der Außenrestaurierung von 1971 bis 1972 wurde ein Portalvorbau mit einem Bronzetür-Relief von Engelbert Gitterle angebaut.
Die Orgel, mit 26 Registern, wurde 1869 vom Orgelbauer Franz Weber gebaut.

## Glocken
Das Geläut der neuen Pfarrkirche von Fließ umfasst fünf Glocken. Die große Maaßglocke wurde im Jahre 1821 von Johann und Bartlmä Grassmayr in Habichen im Ötztal gegossen und hängt im Nordturm. Die vier anderen Glocken hängen im Südturm und wurden 1980 von der Glockengießerei Oberascher zu Salzburg gegossen.
Die Stimmung der Glocken lautet:
H0 dis1 fis1 a1 h1
Im Herbst 2011 wurden aufgrund der Turmschwankungen die Glockenstühle beider Türme durch die Firma Gloria erneuert. Die technische Anlage stammt von der Firma Schauer & Sachs.